# رود پیسانکا
رود پیسانکا (انگلیسی: Pisanka) یک رودخانه در سرزمین پرم کشور روسیه است.